# 胡乐站
胡乐站是位于安徽省宣城市宁国市胡乐镇的铁路车站，有皖赣铁路经过。车站办理办理旅客乘降业务以及货运业务，但仅办理专用线、专用铁路货运作业，以军用物资为主。车站隶属上海铁路局芜湖车务段，是四等站。胡乐站内设有4条股道，站内设有通往塘坑坞原上海三线777厂的专用线，车站及其上下行区间均未电气化。